# Pantserkorps Großdeutschland
Het Pantserkorps "Großdeutschland" (Duits: Generalkommando Panzerkorps Großdeutschland) was een Duits legerkorps van de Wehrmacht tijdens de Tweede Wereldoorlog. Het korps kwam alleen in actie aan het Oostfront in Polen en oostelijk Duitsland in de laatste maanden van de oorlog.

## Krijgsgeschiedenis

### Oprichting
Het Pantserkorps Großdeutschland werd opgericht op 28 september 1944 in Oost-Pruisen bij Rastenburg/Sensburg uit de staf en delen van de 18e Artilleriedivisie en korpstroepen-resten van het 13e Legerkorps. De oprichting duurde zeer lang en was bij het begin van het Sovjet-winteroffensief op 12 januari nog niet voltooid. Panzerkorps Großdeutschland werd opgericht als een zogenaamd "Panzerkorps neuer Art", ofwel een pantserkorps met vaste samenstelling van divisies en gezamenlijke ondersteunende eenheden. De voorziene divisies waren de Pantsergrenadierdivisies Großdeutschland en Brandenburg.

### Inzet

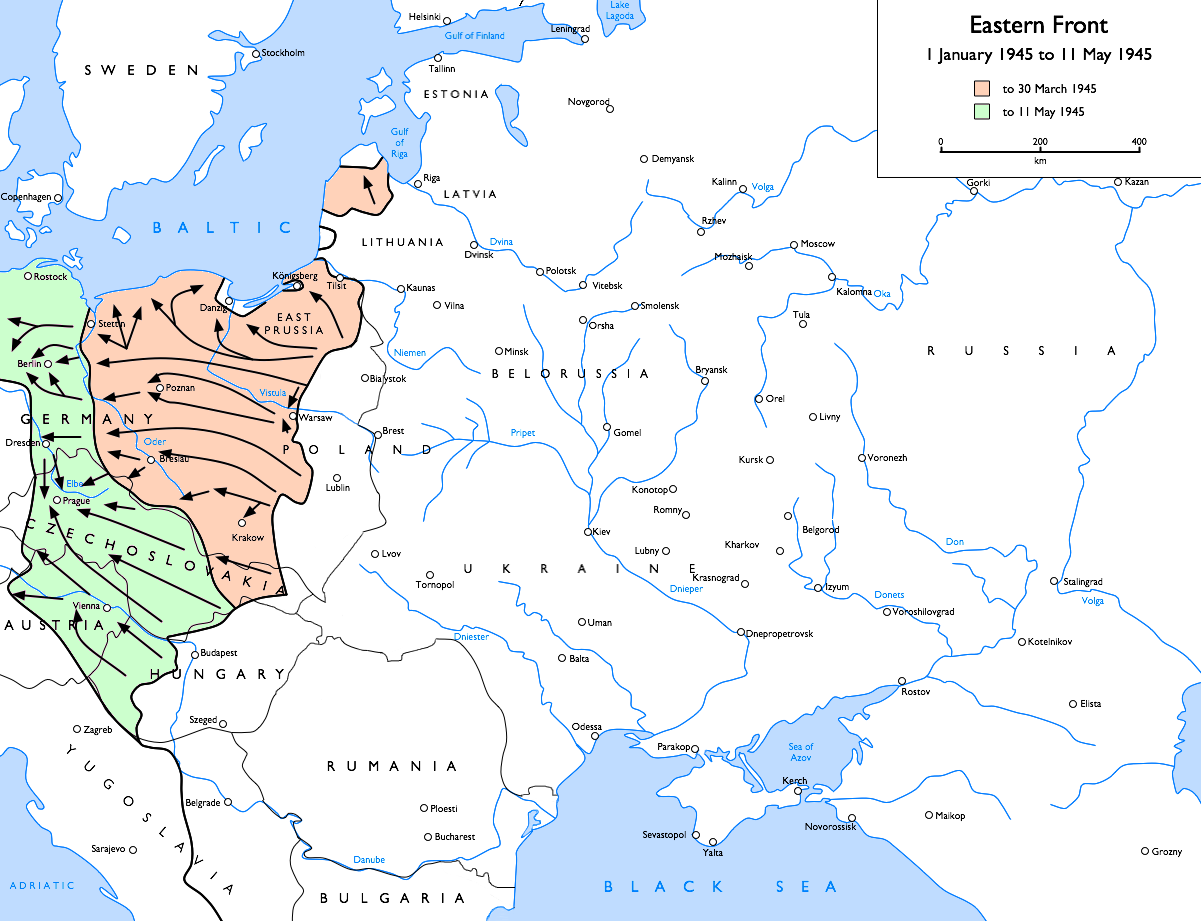
Oostfront januari tot mei 1945

Bij het begin van het winteroffensief van het Rode Leger lag het korps in reserve van het OKH bij Willenberg in Oost-Pruisen. Op 13 januari werd het korps ingezet om het Oost-Pruisenoffensief van de Sovjets tegemoet te treden. Maar al aan het eind van de volgende dag werd het korps, met de Pantsergrenadierdivisie Brandenburg, op transport gezet naar Łódź om het nog gevaarlijker Weichsel-Oderoffensief te bestrijden. Maar toen het korps op 16 januari daar uitlaadde, was het Duitse front langs de Weichsel al volledig ingestort en alle Duitse troepen op de terugtocht. Het korps werd hierin meegesleurd. Op 21/22 januari kreeg het korps contact aansluiting met "Gruppe Nehring" in Sieradz-Chojne (aan de Warta) en vormde zo samen een "wandernder Kessel" (rondtrekkende pocket), die achter de Sovjetlinies naar het westen trok. Pas op 29 januari werd bij Glogau contact met de Duitse linies hersteld. Daarna betrok het korps een defensieve positie langs de Neisse tussen Bautzen en Spremberg, waar het kon blijven tot medio april 1945. Op 1 maart beschikte het korps over de 21e Pantserdivisie, Pantsergrenadierdivisie Brandenburg, Parachutisten-Pantserdivisie 1 "Hermann Göring", de 20e Pantsergrenadierdivise en Divisionsstab z.b.V. 615.
Bij het begin van het Sovjetoffensief tegen Berlijn werd het korps eerst aan de kant geschoven, maar tussen 21 en 30 april nam het korps deel aan de  Slag bij Bautzen, waarbij het korps zware verliezen toebracht aan het 2e Poolse Leger. Bautzen zelf kon bevrijd worden, maar een doorbraak richting Berlijn lukte niet.
Het Pantserkorps Großdeutschland capituleerde op 8 mei 1945 aan Amerikaanse troepen.

## Bovenliggende bevelslagen
| Leger              | Legergroep         | Plaats/regio | Begin           | Eind            |
| ------------------ | ------------------ | ------------ | --------------- | --------------- |
| direct onder bevel | OKH                | Willenberg   |                 | 13 januari 1945 |
| 2. Armee           | Heeresgruppe Mitte | Oost-Pruisen | 14 januari 1945 | 15 januari 1945 |
| direct onder bevel | Heeresgruppe A     | Polen        | 16 januari 1945 | 25 januari 1945 |
| 4. Panzerarmee     | Heeresgruppe Mitte | Bautzen      | 29 januari 1945 | 8 mei 1945      |

## Commandanten
| Rang                                                            | Naam                 | Begin            | Eind             |
| --------------------------------------------------------------- | -------------------- | ---------------- | ---------------- |
| General der Panzertruppen                                       | Dietrich von Saucken | 10 november 1944 | 11 februari 1945 |
| Generalleutnant General der Panzertruppen (vanaf 15 maart 1945) | Georg Jauer          | 12 februari 1945 | 8 mei 1945       |